# Heidi Støre
Heidi Støre (* 4. Juli 1963 in Sarpsborg) ist eine ehemalige norwegische Fußballspielerin und war Spielführerin der A-Nationalmannschaft, die 1995 den WM-Titel gewann.

## Karriere

### Vereine
Støre spielte von 1979 bis 1984 für Sprint/Jeløy SK, der 1984 die erste norwegische Meisterschaft der Frauen gewann. Zudem spielte sie für Trollhättans IF in Schweden, Kolbotn IL (Norwegen), Nikko (Japan) und Athene Moss (Norwegen), dem Nachfolgeverein von Sprint-Jeløy.

### Nationalmannschaft
Støre bestritt am 10. Juli 1980 mit 17 Jahren ihr erstes Länderspiel beim 0:4 gegen Dänemark im Rahmen der Nordischen Fußballmeisterschaft. Ihren ersten großen Titel gewann sie 1987, als die Norwegerinnen zum ersten Mal Europameister wurden. 1988 gewann sie mit Norwegen die inoffizielle Weltmeisterschaft und wurde in das Allstar-Team gewählt. Drei Jahre später erreichte sie mit ihrer Mannschaft dann auch bei der ersten offiziellen WM der Frauen das Finale, verlor dieses aber gegen die USA. Ein Jahr später bestritt sie beim Spiel gegen die Niederlande am 7. November 1992 im Viertelfinale der Qualifikation für die EM 1993 als zweite Norwegerin ihr 100. Länderspiel. Die Norwegerinnen gewannen anschließend zum zweiten und bis heute letzten Mal den EM-Titel. 1994 gewann sie mit Norwegen den erstmals ausgetragenen Algarve-Cup, wobei sie im Gruppenspiel am 18. März 1994 mit ihrem 111. Länderspiel Rekordnationalspielerin wurde und dies bis zum 23. Oktober 1999 blieb. Ein Jahr später wurde sie mit ihrer Mannschaft auch Weltmeister, wobei sie in zwei Gruppenspielen sowie dem Viertel- und Halbfinale eingesetzt wurde. Norwegen war damit auch für das erste olympische Fußballturnier bei den Olympischen Spielen in Atlanta qualifiziert. Sie kam aber nur beim ersten Gruppenspiel am 21. Juli 1996 beim 2:2 gegen Brasilien zum Einsatz. Ihre Mannschaft erreichte dann das Spiel um Platz 3, wo sie erneut auf Brasilien traf und durch ein 2:2 die Bronzemedaille gewann. 1997 nahm sie zum letzten Mal an einer Europameisterschaft teil. Im ersten Gruppenspiel erzielte sie beim 5:0 gegen Dänemark mit dem zwischenzeitlichen 4:0 ihr letztes Länderspieltor. Im zweiten Gruppenspiel gegen Deutschland, bei dem sich beide torlos trennten, stand sie zum 150. Mal in einem Länderspiel auf dem Platz. Das letzte Gruppenspiel gegen Italien, das mit 0:2 verloren wurde, wodurch Norwegen nach der Vorrunde ausschied, war dann ihr 151. und letztes Länderspiel. Zwei Jahre später wurde diese Marke von Linda Medalen überboten.

### Administrative Tätigkeit
2013 wurde Støre Leiterin der Frauenfußballabteilung des norwegischen Fußballverbandes.

## Erfolge
- Norwegische Meisterin 1984, 1990 und 1993 (mit Sprint/Jeløy SK)
- Europameisterin 1987 und 1993
- Inoffizielle Weltmeisterin 1988
- Weltmeisterin 1995
- Olympische Bronzemedaille 1996
- Algarve-Cup-Siegerin 1994, 1996